# Dalfsen
Dalfsen est une commune et un village néerlandais, en province d'Overijssel, se situant dans le nord-est des Pays-Bas.
Sa superficie est de 166,5 km2. Sa population était de 27 766 habitants au recensement de mars 2015. Le 25 septembre 2013, cette commune a été désignée comme étant « le village le plus vert des Pays-Bas ».

## Histoire
Le nom Dalfsen apparaît pour la première fois dans les documents officiels de l'année 1231. Dalfsen est la seule grande ville sur l'Overijsselse Vecht qui n'a jamais obtenu de privilèges urbains. Cela s'explique par la proximité du château de Rechteren (nl). Ce château est situé juste sur la rive sud de la Vecht par rapport au village de Dalfsen et a été construit en 1320. Il est habité par la même famille depuis le XVe siècle.

### Découvertes archéologiques

#### Cimetière néolithique
Début 2015, avant la construction du nouveau quartier résidentiel d'Oosterdalfsen, des recherches archéologiques ont mis au jour une route de l'âge du bronze vieille de 3 000 ans ainsi qu'un grand cimetière daté du Néolithique. Le champ funéraire mesure 120 mètres sur 20 et est probablement le plus grand champ funéraire découvert de la Culture des vases à entonnoir dans le nord-ouest de l'Europe, connue comme les constructeurs des hunebedden. Au moins 120 vases en entonnoir ont été mis au jour à partir de ces tombes. Dans son voisinage, la structure d'une ferme de la même période a également été découverte, ainsi qu'une structure de terre autour de laquelle un fossé ovale de 30 par 4 mètres est resté.

#### Tombes médiévales
En outre, huit fosses funéraires mérovingiennes ont été découvertes, qui forment ensemble un champ funéraire du Ve ou VIe siècle. Dans deux de ces tombes médiévales primitives, une grande variété de bijoux a été trouvée, y compris des épées en or,.

## Patrimoine
- Den Aalshorst

## Personnalités
- Hubert Barwahser (1906-1985), flûtiste et pédagogue allemand, y est mort.
- Ilse Warringa (née en 1975), actrice néerlandaise y est née.